# 古斯塔夫·赫兹
古斯塔夫·路德维希·赫兹（德語：Gustav Ludwig Hertz，1887年7月22日—1975年10月30日），德国物理学家，量子力学的先驱，他是1925年诺贝尔物理学奖获得者，電磁波發現者海因里希·鲁道夫·赫兹的侄子和卡尔·赫尔穆特·赫兹的父亲。

## 生平
古斯塔夫·路德维希·赫兹于1887年7月22日出生在汉堡，父亲古斯塔夫·赫兹博士是一位律师。赫兹在汉堡完成中学学业后，于1906年在哥廷根大学（1906年—1907年）开始了大学学习，相继又在慕尼黑大学（1907年—1908年）和柏林洪堡大学（1908年—1911年）学习，1911年获得博士学位，导师是海因里希·鲁本斯（Heinrich Rubens，1865年—1922年）。1913年，赫兹被任命为柏林物理研究所的助理研究员，但是由于第一次世界大战的爆发，他在1914年应征入伍，在1915年的一次行动中严重受伤。1917年，赫兹回到柏林担任讲师，1920年至1925年间在埃因霍温飞利浦白炽灯厂的物理实验室工作。
1925年，赫兹被选为哈勒大学物理研究所的教授和主任，1928年再次回到柏林任夏洛特堡工程大学（即柏林工业大学）物理研究所主任，出于政治原因，赫兹在1935年辞去了这个职务，回到工业界，在西门子公司的研究实验室任主任。后来又前往莱比锡的卡尔·马克思大学（即莱比锡大学）的物理研究所任教授和主任，期间的1945年至1954年，他还在苏联的一家研究实验室任主管。赫兹在1961年退休后居住在莱比锡，后来移居柏林。

## 科学研究
古斯塔夫·赫兹的早期研究，涉及到对二氧化碳的红外吸收与压力和局部压力的关系。1913年，他与詹姆斯·弗兰克合作，开始了对电子研究，在他1913年应征入伍之前，他对各种气体的电离势进行了很多耐心的研究和测量。1912年至1913年间，古斯塔夫·赫兹与同在柏林大学任教的詹姆斯·弗兰克完成了电子碰撞的弗兰克-赫兹实验，赫兹提出了电子在与原子碰撞时，谱线群和能量损失相对于原子静态能量状态的定量关系，这一结果与玻尔关于原子结构的理论完全一致，后来成为了玻尔原子理论和普朗克量子理论正确性的重要证据。古斯塔夫·赫兹和詹姆斯·弗兰克也因此获得1925年诺贝尔物理学奖。
在1928年返回柏林后，赫兹的第一项任务是重建物理研究所和学校，通过他的不懈努力，这一目标得以实现。他在柏林物理研究所负责研究一种通过扩散级联方式来分离氖的同位素的方法。
赫兹曾单独或与詹姆斯·弗兰克及Kloppers合作发表过许多论文，对电子和原子之间的能量交换进行了定量的研究，对电离势进行了测量。他还写了许多有关分离同位素的论文。

## 荣誉
古斯塔夫·赫兹是德国科学院的院士和哥廷根科学院的院士，他同时还是匈牙利科学院的荣誉院士、捷克斯洛伐克科学院的院士和苏联科学院的外国院士，曾获得德国物理学会的马克斯·普朗克奖章。

## 家庭
古斯塔夫·赫兹于1919年同Ellen née Dihlmann结婚，他妻子1941年去世，他们的两个儿子都是物理学家，卡尔·赫尔穆特·赫兹（Carl Hellmuth Hertz，1920年—1990年）是隆德工程大学的教授，另一个儿子约翰内斯·赫兹（Johannes Hertz）则在德国科学院的光谱学研究所工作。
1943年，古斯塔夫·赫兹与他的第二任妻子Charlotte, née Jollasse结婚。